# Fabrice Dicka
Pas d'image ? Cliquez ici

a Compétitions nationales et continentales officielles uniquement.

Dernière mise à jour le 31 mars 2020.
Fabrice Dicka, né le 21 août 1982 dans le quartier de New-Bell à Douala (Cameroun), est un joueur de rugby à XV français évoluant au poste de centre. Ses proches le surnomment le « Mpeckiste » en raison de sa charge pondérale et musculaire importante[réf. nécessaire].Très proche de sa famille, il aime taquiner ses frères avec ses poings ce qui a valu de nombreux bleus à son petit frère Kévin, qui est heureusement tres solide. 

## Carrière
- Franconville club d'origine
- 2001-2009 : Racing Métro 92
- 2009-2016 : Bobigny

## Palmarès
- Vainqueur du Championnat de France de Pro D2 en 2009